# Помозово (Рязанская область)
Помозово — село Михайловского городского поселения Михайловского района Рязанской области России.

## География
К северу от села берёт своё начало р. Алешенка.

## История
В 1636 году сельцо Помозово принадлежало помещику Левашову.

## Административное деление
В 1859 году село относилось к 1-му стану Михайловского уезда.
До 1924 года село входило в состав Малинковской волости Михайловского уезда Рязанской губернии.
До 7 октября 2004 года село было административным центром Помозовского сельского округа.
Ныне село является частью Михайловского городского поселения Михайловского района Рязанской области.

## Население
| 1859 | 1897 | 1906 | 1929 | 2007 | 2010 | 2023 |
| ---- | ---- | ---- | ---- | ---- | ---- | ---- |
| 497  | ↗550 | ↘518 | ↗866 | ↘236 | ↘219 | ↘142 |

## Храм в честь Рождества Пресвятой Богородицы
По народным легендам в селе проживал некий князь по фамилии Помазанный.
Однажды ему во сне явилась сама Богородица и повелела выстроить в селе церковь.
Князь исполнил волю Богородицы и оставшуюся жизнь посвятил служению в храме. От фамилии князя и происходит название села.
Старое деревянное здание храма простояло до середины XVIII века, а затем стало ветшать и разрушаться.
На его месте в 1746 г. усилиями прихожан была построена каменная Богородицерождественская церковь.
В 1915 году церковь была каменной, с такою же колокольней в одной связи.
Церковь требовала ремонта, но он был невозможен из-за бедности прихода.
Вокруг церкви находилась каменная ограда, построенная в 1858 году и отремонтированная в 1908 году.
Церкви принадлежала церковно-общественная сторожка (богадельня), в здании которой с 1897 года помещалась бесплатно церковно-приходская школа, где обучались приходские дети под непосредственным заведованием и наблюдением приходского священника. С 1913—1914 учебного года «за ветхостью церковно-общественной сторожки» школа была переведена в частный дом крестьян села Помозова.
В советские годы церковь была закрыта.
Имущество её разграблено, а сама церковь разорена.
В наши дни в храме проходит реставрация и ремонт. Он вновь стал действующим.
Состав прихода
- с. Помозово
- с. Суренок
- д. Зикеево
- сельцо Перепелкино

В 1873 году прихожан значилось 748 человек, в том числе 269 грамотных.
Престолы
- в настоящей главный во имя Рождества Пресвятой Богородицы (8 сентября; сооружён на деньги прихожан),
- в трапезной церкви на левой стороне во имя святого архангела Гавриила и святой праведной Елисаветы (26 марта; сооружён в 1858 году на средства коллежского советника Гавриила Соколовского).

Штат и содержание
По штату 1873 года полагался один священник и один псаломщик.
В 1676 году собственной земли и сенных покосов у церкви не было.
В 1873 году за храмом числилось 1,6 га, пахотной и луговой 36 га и дарственной 18 га.